# Spirobolus dorsopunctatus
Spirobolus dorsopunctatus är en mångfotingart som beskrevs av Henri Saussure och Leo Zehntner 1901. Spirobolus dorsopunctatus ingår i släktet Spirobolus och familjen Spirobolidae. Inga underarter finns listade i Catalogue of Life.